# COP9 signalozom

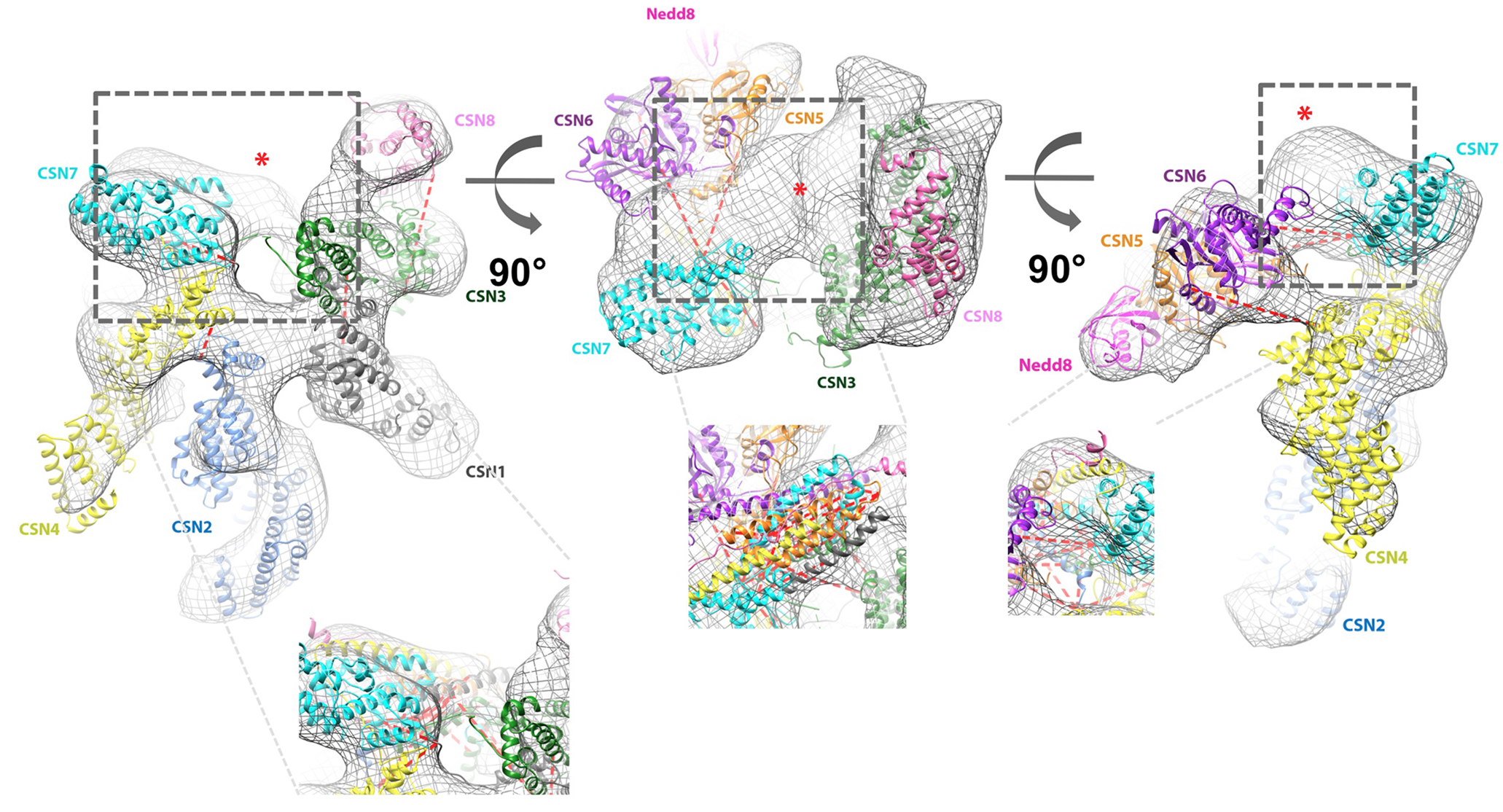
Struktura COP9 signalozomu

COP9 signalozom (CSN) je proteinový komplex s izopeptidázovou aktivitou. Katalyzuje odštěpení proteinu NEDD8 z cullinové podjednotky cullin-RING ubiquitinligáz. Katalyzuje tedy proces deneddylace – zároveň je zřejmě i schopen vázat deneddylované cullin-RING komplexy a udržovat je v neaktivní formě. Ve výsledku tedy slouží jako výhradní deaktivátor těchto enzymů. Vyskytuje se u všech studovaných eukaryotických organismů včetně člověka; poprvé objeven byl u rostlin. Lidský COP9 signalozom (celková velikost ~350 kDa) obsahuje osm podjednotek – CSN1, CSN2, CSN3, CSN4, CSN4, CSN5, CSN6, CSN7, CSN8. Všechny jsou nezbytné pro plnou funkci komplexu a mutace některých z nich je u laboratorních myší letální.